# Amigos para la aventura
 Amigos para la aventura  es una película Argentina filmada en Eastmancolor dirigida por Palito Ortega según guion de Víctor Sueiro que se estrenó el 3 de agosto de 1978 y tuvo como actores a Palito Ortega, Carlos Monzón, Juan Carlos Altavista y Raúl Rossi. Fue rodada en Bariloche, Córdoba, Salta y Tucumán.

## Sinopsis
Debido a una confusión de identidades, tres amigos son perseguidos por el país por una banda de mafiosos italianos.

## Reparto
- Palito Ortega
- Carlos Monzón
- Juan Carlos Altavista
- Raúl Rossi
- Alberto Anchart
- Vicente La Russa
- Cristina Alberó
- Iris Láinez
- Mercedes Yardín
- Emilio Vidal
- Délfor
- Norberto Draghi
- Isidro Fernán Valdez
- Héctor Gancé
- Francisco Gómez
- Cristina Aroca
- Jorge Marchegiani
- Ricardo Vacas
- Jorge Velasco

## Comentarios
La Prensa opinó:

«Será necesario ser un gran ‘hincha’ del popular cantante para aguantar tanto egocentrismo.»

La Nación opinó:

«El guion no es excesivamente original pero el film resulta entretenido.»

Por su parte, Manrupe y Portela escriben:

«Un trío imposible. Un libretista insólito. La peor película dirigida-producida-actuada-cantada por Palito Ortega, explotando una vez más el tema del sosías (de Monzón)..»